# Blutente
Eine Blutente (Canard au sang) ist eine Ente, die durch Ersticken getötet wurde, so dass ihr Blut im Körper verbleibt.

## Zubereitung

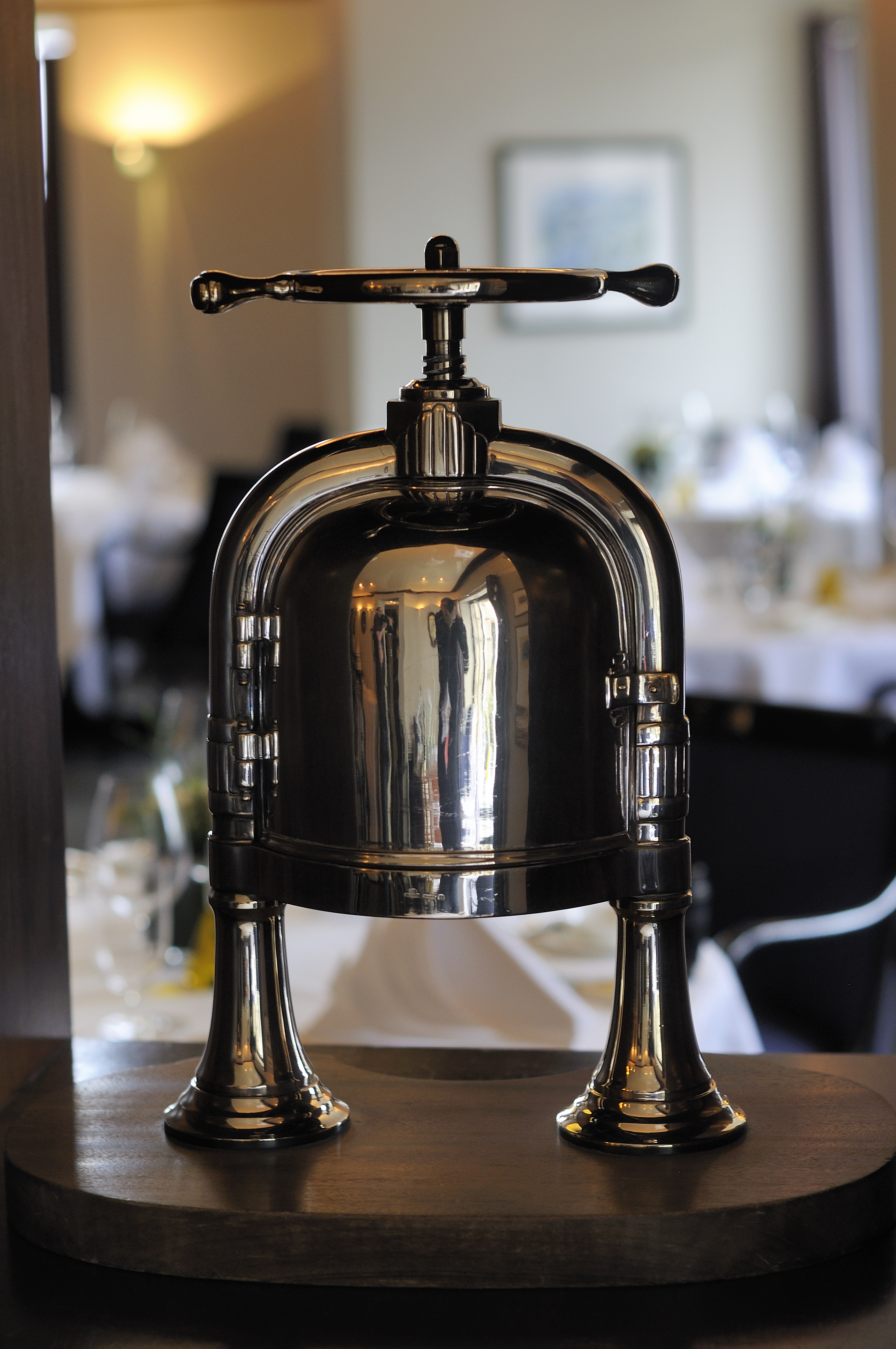
Entenpresse im Hotel Nassauer Hof Wiesbaden

Tradition hat diese Schlachtmethode vor allem in Rouen für die große Entenrasse Rouener Ente (Canard rouennais) mit einem Schlachtgewicht von 2,5 bis 3 kg. Durch das enthaltene Blut ist das Fleisch rötlicher als bei anders geschlachteten Enten und gilt als zarter.
Blutente wird unmittelbar (nicht mehr als zwei Stunden) nach der Schlachtung nur kurz gebraten serviert, damit das Blut und die Proteine im Fleischsaft nicht gerinnen – sie bilden die Grundlage der Sauce rouennaise, wozu nach dem Tranchieren die Karkasse mit einer Entenpresse ausgepresst wird. Das bekannteste Gericht ist Ente auf Rouener Art (Canard à la rouennaise oder Canard à la Rouen), bei der die Sauce aus Blut und Fleischsaft mit Cognac und je nach Rezept auch Rotwein und roher, pürierter Entenleber zubereitet wird.

## Gesetzliche Regelung in Deutschland
Nach dem deutschen Tierschutzgesetz ist das Töten durch Ersticken verboten. Aus lebensmittelrechtlichen Gründen ist in Deutschland auch das Schlachten ohne Blutentzug untersagt. Da aber beides europarechtlich gestattet ist, dürfen Blutenten gemäß den Regeln des EU-Binnenmarkts aus anderen europäischen Staaten nach Deutschland importiert werden.